# Мејплтаун (Илиноис)
Мејплтаун (енгл. Mapleton) град је у америчкој савезној држави Илиноис.

## Демографија
По попису из 2010. године број становника је 270, што је 43 (18,9%) становника више него 2000. године.
| Група             | 2000.       | 2010.       |
| Белци             | 220 (96,9%) | 263 (97,4%) |
| Афроамериканци    | 0 (0,0%)    | 1 (0,4%)    |
| Азијати           | 0 (0,0%)    | 0 (0,0%)    |
| Хиспаноамериканци | 0 (0,0%)    | 1 (0,4%)    |
| Укупно            | 227         | 270         |